# Ocellularia bonplandiae
Ocellularia bonplandiae är en lavart som först beskrevs av Antoine Laurent Apollinaire Fée och som fick sitt nu gällande namn av Johannes Müller Argoviensis. 
Ocellularia bonplandiae ingår i släktet Ocellularia och familjen Graphidaceae. Inga underarter finns listade i Catalogue of Life.